# ADO (ген)
ADO (англ. 2-aminoethanethiol dioxygenase) – білок, який кодується однойменним геном, розташованим у людей на 10-й хромосомі. Довжина поліпептидного ланцюга білка становить 270 амінокислот, а молекулярна маса — 29 751.
| 10         |  | 20         |  | 30         |  | 40         |  | 50         |
| ---------- |  | ---------- |  | ---------- |  | ---------- |  | ---------- |
| MPRDNMASLI |  | QRIARQACLT |  | FRGSGGGRGA |  | SDRDAASGPE |  | APMQPGFPEN |
| LSKLKSLLTQ |  | LRAEDLNIAP |  | RKATLQPLPP |  | NLPPVTYMHI |  | YETDGFSLGV |
| FLLKSGTSIP |  | LHDHPGMHGM |  | LKVLYGTVRI |  | SCMDKLDAGG |  | GQRPRALPPE |
| QQFEPPLQPR |  | EREAVRPGVL |  | RSRAEYTEAS |  | GPCILTPHRD |  | NLHQIDAVEG |
| PAAFLDILAP |  | PYDPDDGRDC |  | HYYRVLEPVR |  | PKEASSSACD |  | LPREVWLLET |
| PQADDFWCEG |  | EPYPGPKVFP |  |            |  |            |  |            |

A: Аланін

C: Цистеїн

D: Аспарагінова кислота

E: Глутамінова кислота

F: Фенілаланін

G: Гліцин

H: Гістидин

I: Ізолейцин

K: Лізин

L: Лейцин

M: Метіонін

N: Аспарагін

P: Пролін

Q: Глутамін

R: Аргінін

S: Серин

T: Треонін

V: Валін

W: Триптофан

Кодований геном білок за функцією належить до оксидоредуктаз. 
Білок має сайт для зв'язування з іонами металів, іоном заліза. 